# Ахмет Хромаџић
Ахмет Хромаџић (Бјелај код Петровца, 11. октобар 1923 — Сарајево, 1. јануар 2003) био је југословенски и босанскохерцеговачки књижевник, писац за дјецу, романсијер и приповједач.

## Биографија
Ахмет Хромаџић је рођен 11. октобра 1923. године у Бјелају код Петровца. Одрастао је у Бјелају и Петровцу, гдје је завршио основну школу. Техничку школу и Вишу педагошку школу завршио је у Сарајеву.
Учесник је Народноослободилачке борбе и активиста СКОЈ-а. Захваљујући Ахмету Хромаџићу и Махмуту Ибрахимпашићу, почетком рата је одржавана веза са српским устаницима из Меденог Поља, разоружани су припадници усташког покрета у Бјелају, а дио бјелајских муслимана приступио је Народноослободилачком покрету. Године 1944, као новинар Ослобођења, упознао је Скендера Куленовића.
Након рата радио је као новинар у Сарајевском дневнику и Ослобођењу, те као уредник у бихаћкој Крајини и у културној рубрици Ослобођења. Такође је био и главни и одговорни уредник омладинског часописа за књижевност Зора. Једно вријеме био је и главни уредник у Омладинском издавачком предузећу Народна просвјета, касније преименовано у Веселин Маслеша, гдје је био покретач и уредник дјечије библиотеке Ластавица.
Био је члан редакције међународне едиције Дјеца свијета, члан Академије наука и умјетности БиХ и члан Друштва писаца Босне и Херцеговине. Године 1962, као члан Друштва писаца БиХ, у организацији овог друштва, заједно са Хусеином Тахмишчићем, Изетом Сарајлићем, Велимиром Милошевићем и Владимиром Черкезом, покреће међународну књижевну манифестацију "Сарајевски дани поезије".
Умро је 1. јануара 2003. године у Сарајеву.
Године 2007. основна школа у Петровцу, која је до 1995. године носила име ОШ "Здравко Челар", добија назив ОШ "Ахмет Хромаџић", а на породичну кућу Ахмета Хромаџића у Петровцу постављена је спомен плоча посвећена овом писцу.

## Књижевни рад
Године 1944, када је као новинар Ослобођења упознао Скендера Куленовића, показао му је своје приче, на шта му је Скендер рекао: "Имаш талента. Настави да пишеш!"
У вријеме када је био главни и одговорни уредник часописа Зора, у овом часопису објављује своје приче "Драгиња" и Сусрети", те велики број књижевнокритичких и публицистичких текстова, филмских и позоришних критика. Писао је приповијетке и романе за дјецу и одрасле, књижевне и позоришне критике, књижевне репортаже, цртице и чланке. Један је од ријетких дјечијих писаца који његују или су његовали бајку као књижевни род. Дјела су му преведена на многе свјетске језике и уврштена су у изборе дјечије литературе и лектире неколико европских земаља (Белгија, Италија, Норвешка и др).
У дјелима Ахмета Хромаџића огледа се дјетињство проведено у Бјелају, са препознатљивим печатима крајолика планине Осјеченице, Бјелајске куле, те описима природних љепота и шароликости животињског свијета у нетакнутој природи у околини Петровца.

## Награде и признања
- Награда Народне омладине Југославије (1948)
- Награда Друштва писаца БиХ (1956)
- Награда Друштва писаца БиХ (1966)
- Награда Младог покољења (1971)
- Награда Змајевих дечјих игара (1973)
- Награда Курирчек (1974)
- Двадесетседмојулска награда СР БИХ (1974)
- Шестоаприлска награда града Сарајева (1958)
- Награда ЗАВНОБИХ-а (1986)
- Орден рада са златним вијенцем
- Орден републике II реда